# 대한민국 형사소송법 제314조
대한민국 형사소송법 제314조는 증거능력에 대한 예외에 대한 형사소송법의 조문이다.
[본조신설 2007.6.1.]

## 조문
제314조(증거능력에 대한 예외) 제312조 또는 제313조의 경우에 공판준비 또는 공판기일에 진술을 요하는 자가 사망·질병·외국거주·소재불명 그 밖에 이에 준하는 사유로 인하여 진술할 수 없는 때에는 그 조서 및 그 밖의 서류를 증거로 할 수 있다. 다만, 그 진술 또는 작성이 특히 신빙할 수 있는 상태하에서 행하여졌음이 증명된 때에 한한다.
[전문개정 2007.6.1.]

## 판례
- 준하는사유에 해당하는 경우: 수사를 받던 중 미국으로 불법도피하여 그 곳에 거주하고 있는경우
- 해당하지 않는 경우: 소환장이 송달불능 되었다거나 소재탐지속탁을 하였으나 그 회보가 오지 않은 상태
- 형사소송법 제314조에서 ‘그 진술 또는 작성이 특히 신빙할 수 있는 상태하에서 행하여졌음’이란 그 진술내용이나 조서 또는 서류의 작성에 허위가 개입할 여지가 거의 없고, 그 진술 내지 작성 내용의 신빙성이나 임의성을 담보할 구체적이고 외부적인 정황이 있는 경우를 가리킨다. 형사소송법은 수사기관에서 작성된 조서 등 서면증거에 대해 일정한 요건 아래 증거능력을 인정하는데, 이는 실체적 진실발견의 이념과 소송경제의 요청을 고려하여 예외적으로 허용하는 것이므로, 그 증거능력 인정 요건에 관한 규정은 엄격하게 해석·적용해야 한다. 형사소송법 제312조, 제313조는 진술조서 등에 대해 피고인 또는 변호인의 반대신문권이 보장되는 등 엄격한 요건이 충족될 경우에 한해 증거능력을 인정할 수 있도록 함으로써 직접심리주의 등 기본원칙에 대한 예외를 정하고 있는데, 형사소송법 제314조는 원진술자 또는 작성자가 사망·질병·외국거주·소재불명 등의 사유로 공판준비 또는 공판기일에 출석하여 진술할 수 없는 경우에 그 진술이 특히 신빙할 수 있는 상태하에서 행하여졌다는 점이 증명되면 원진술자 등에 대한 반대신문의 기회조차도 없이 증거능력을 부여할 수 있도록 함으로써 보다 중대한 예외를 인정한 것이므로, 그 요건을 더욱 엄격하게 해석·적용해야 한다. 따라서 형사소송법 제314조에서 ‘특히 신빙할 수 있는 상태하에서 행하여졌음에 대한 증명’은 단지 그러할 개연성이 있다는 정도로는 부족하고, 합리적 의심의 여지를 배제할 정도, 즉 법정에서의 반대신문 등을 통한 검증을 굳이 거치지 않더라도 진술의 신빙성을 충분히 담보할 수 있어 실질적 직접심리주의와 전문법칙에 대한 예외로 평가할 수 있는 정도에 이르러야 한다.[1]

## 참고 문헌
- 손동권. (2011). 피의자신문조서에 대한 형사소송법 제314조의 적용문제. 경찰학연구, 11(3), 29-53.
- 권오걸. (2013). 변호사의 증언거부권 행사와형사소송법 제314조의 진술불능사유. 법조, 62(7), 98-132.
- 권오걸. (2020). 정당하지 아니한 증언거부권 행사와 형사소송법 제314조의 진술불능사유 - 대법원 2019. 11. 21. 선고 2018도13945 전원합의체 판결의 근거를 중심으로 -. 법학논고,(71), 157-178.
- 백원기. (2013). 증언거부권의 행사와 형사소송법 제314조의 해석론에 관한 비판적 고찰. 형사법의 신동향,(39), 240-279.
- 최석윤. (2014). 피고인의 진술거부권과 형사소송법 제314조의 진술불능사유- 대법원 2013.6.13. 선고 2012도16001 판결에 대한 평석 -. 비교형사법연구, 16(2), 25-47.
- 김정한. (2019). 피의자신문조서와 형사소송법 제314조의 관계에 대한 소고. 형사법의 신동향,(63), 1-42.
- 김웅재. (2021). 원진술자의 증언거부와 형사소송법 제314조의 전문법칙의 예외 - 대법원 2019. 11. 21. 선고 2018도13945 전원합의체 판결 -. 저스티스,(182-1), 439-493.
- 김태업. (2015). 형사소송법 제314조에 따라 증거능력을 인정하기 위한 요건 - 대상판결 : 대법원 2014. 8. 26. 선고 2011도6035 판결 -. 형사소송 이론과 실무, 7(1), 167-203.
- 최진안. (2018). 증언거부권과 형사소송법 제314조- 대법원 2012. 5. 17. 선고 2009도6788 전원합의체 판결 -. 법조, 67(6), 851-894.
- 송도근, 김성룡. (2020). 진술서류에 대한 증거능력 부여에 있어서의 개선방향 ― 형사소송법 제314조를 중심으로 ―. 서울법학, 28(3), 151-180.
- 최상욱. (2015). 진술거부권행사와 형사소송법 제314조 소정의 진술불능사유. 법학논총, 32(4), 237-256.
- 김형준. (2013). 변호사 법률의견서의 증거능력과 형사소송법 제314조. 중앙법학, 15(4), 277-297.
- 안정빈. (2020). ‘형사소송법 제314조 증거능력에 대한 예외’의 예외 -대상판결 : 대법원 2019. 11. 21. 선고 2018도13945 판결-. 형사소송 이론과 실무, 12(1), 263-291.

## 같이 보기
- 증거능력